# Frau mit kastanienbraunem Hut

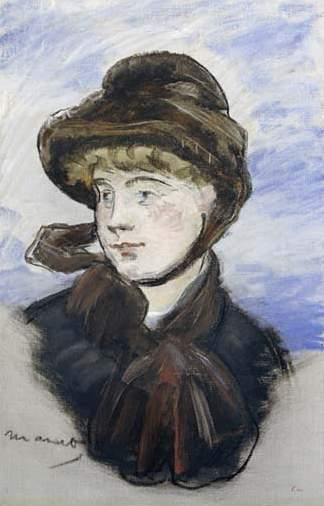
Frau mit kastanienbraunem Hut
Édouard Manet, 1882
56 × 35 cm
Pastell auf Leinwand
Museo Soumaya, Mexiko-Stadt

Frau mit kastanienbraunem Hut auch Die Arbeiterin oder Bildnis einer Pariserin (französisch: Jeune fille au chapeau marron, L’Ouvrière oder La Parisienne) ist ein 1882 entstandenes Pastellbildnis auf Leinwand des französischen Malers Édouard Manet. Es zeigt als Schulterstück eine unbekannte junge Frau, die einen modischen Damenhut mit zur Schleife gebundenem Kinnband trägt. Das 56 × 35 cm große Bild gehört zu einer Reihe von Frauenporträts, die Manet in seinen letzten Lebensjahren als Pastell ausführte. Es befindet sich heute in der Sammlung des Museo Soumaya in Mexiko-Stadt.

## Bildbeschreibung
Manet hat in diesem Pastell eine junge Frau porträtiert, deren Identität unbekannt ist. Das als Schulterstück ausgeführte Bildnis zeigt den büstenförmig ausgeschnittenen Oberkörper in Frontalansicht. Der Kopf der Dargestellten ist zur rechten Schulter gedreht und ihr Blick richtet sich zum linken Bildrand. Gesicht und Hals der Frau zeigen eine helle, fast weiße Gesichtsfarbe, die durch einen rosafarbenen Akzent der Wangen und eine Schattenwirkung im Kinnbereich variiert wird. Das über die Stirn frisierte blonde Haar ist größtenteils unter einem kastanienbraunen Hut verborgen, der mit einem Band unter dem Kinn fixiert ist. Ein Stück des Bandes weht links vom Kopf in der Luft. Vom dunkelgrauen Kleid sind nur wenige Partien im Schulterbereich zu sehen, vor der Brust gibt es eine große rotbraune Schleife, am Halsansatz ragt der Kragen einer weißen Bluse hervor. Hinter der Porträtierten hat Manet oberhalb der Schultern mit blauen Schraffuren auf weißem Grund einen bewölkten Himmel skizziert. Der untere Bereich des Bildes ist im monotonen Grau verblieben. Hier hat der Maler links neben der Dargestellten das Bild mit „Manet“ signiert.

## Damenhüte – ein beliebtes Requisit in Manets Werk
Verschiedene Autoren haben dem Gemälde drei unterschiedliche Titel verliehen: Frau mit kastanienbraunem Hut, Die Arbeiterin und Bildnis einer Pariserin. Von Manet hingegen ist kein Bildtitel zu diesem Werk bekannt und auch der Name der Dargestellten ist nicht überliefert. Die drei Bildtitel verweisen alle mehr oder weniger auf die Kleidung der Porträtierten. Besonders deutlich ist dies beim Titel Frau mit kastanienbraunem Hut, bei dem die Kopfbedeckung direkt angesprochen wird. Auch der Titel Die Arbeiterin verweist indirekt auf die Kleidung der Frau. Hier könnte das eher schlichte Kleid ein Anhaltspunkt sein, die Dargestellte der Arbeiterklasse zuzuordnen. Ein bestimmter Beruf, der typisch für Frauen im Paris des 19. Jahrhunderts wäre, beispielsweise als Büglerin in einer Wäscherei oder als Schneiderin in einer Textilfabrik, lässt sich durch die Aufmachung der Porträtierten nicht erahnen. Sie ist nicht an ihrem Arbeitsplatz, sondern in Straßenkleidung zu sehen. Auch der dritte Bildtitel, Bildnis einer Pariserin, geht indirekt auf die Kleidung der Dargestellten zurück. Die Art des Hutes mit der auffälligen Schleife lässt sich einer bestimmten Mode und somit einer bestimmten Zeit zuordnen. Er ist unverkennbar Teil der Damenmode, wie sie um 1880 in Paris getragen wurde.
Die besondere Bedeutung der aktuellen Kleidermode als Sujet für die moderne Malerei thematisierte Manets Freund Charles Baudelaire bereits 1845: „Der Maler, der wahre Maler, wird derjenige sein ... der uns, mit Farbe oder Zeichnung, sehen und begreifen läßt, wie groß wir sind und wie poetisch in unseren Halsbinden und Lackstiefeln“. Manet hatte Gefallen an der auffälligen Garderobe der Damenwelt seiner Zeit. Als Flaneur beobachtete er die Pariserinnen regelmäßig bei seinen Spaziergängen durch die Straßen der Stadt und begleitete seine Freundinnen wiederholt in diverse Modegeschäfte. Seine Schulfreund Antonin Proust merkte hierzu an: „Eines Tages war er ganz begeistert von schönen Stoffen, die Mme. Derot vor seinen Augen aufrollte. Anderen Tages waren es die Hüte der Putzmacherin, Mme. Virot, die ihn entzückten.“ Von dieser Liebe zum modischen Detail zeugt beispielsweise die zeichnerische Studie zweier Hüte (Deux Chapeux), die Manet 1880 anfertigte. In seinen letzten Lebensjahren hat er immer wieder Frauen mit ihrer modischen Aufmachung in seinen Gemälden und vor allem in seinen Pastellen festgehalten. Im Bild Frau mit schwarzem Hut von 1882 zeigt Manet in ähnlicher Weise, wie in Frau mit kastanienbraunem Hut eine junge Frau im büstenförmigen Ausschnitt. Die Kleidung der beiden Frauen weist verschiedene Übereinstimmungen auf und auch die Hintergründe in beiden Bildern gleichen sich. Im ebenfalls 1882 entstandenen Bild Méry Laurent mit schwarzem Hut hat Manet seine Freundin Méry Laurent porträtiert und erneut mit viel Sorgfalt die Details von Hut und Kleidung herausgearbeitet.

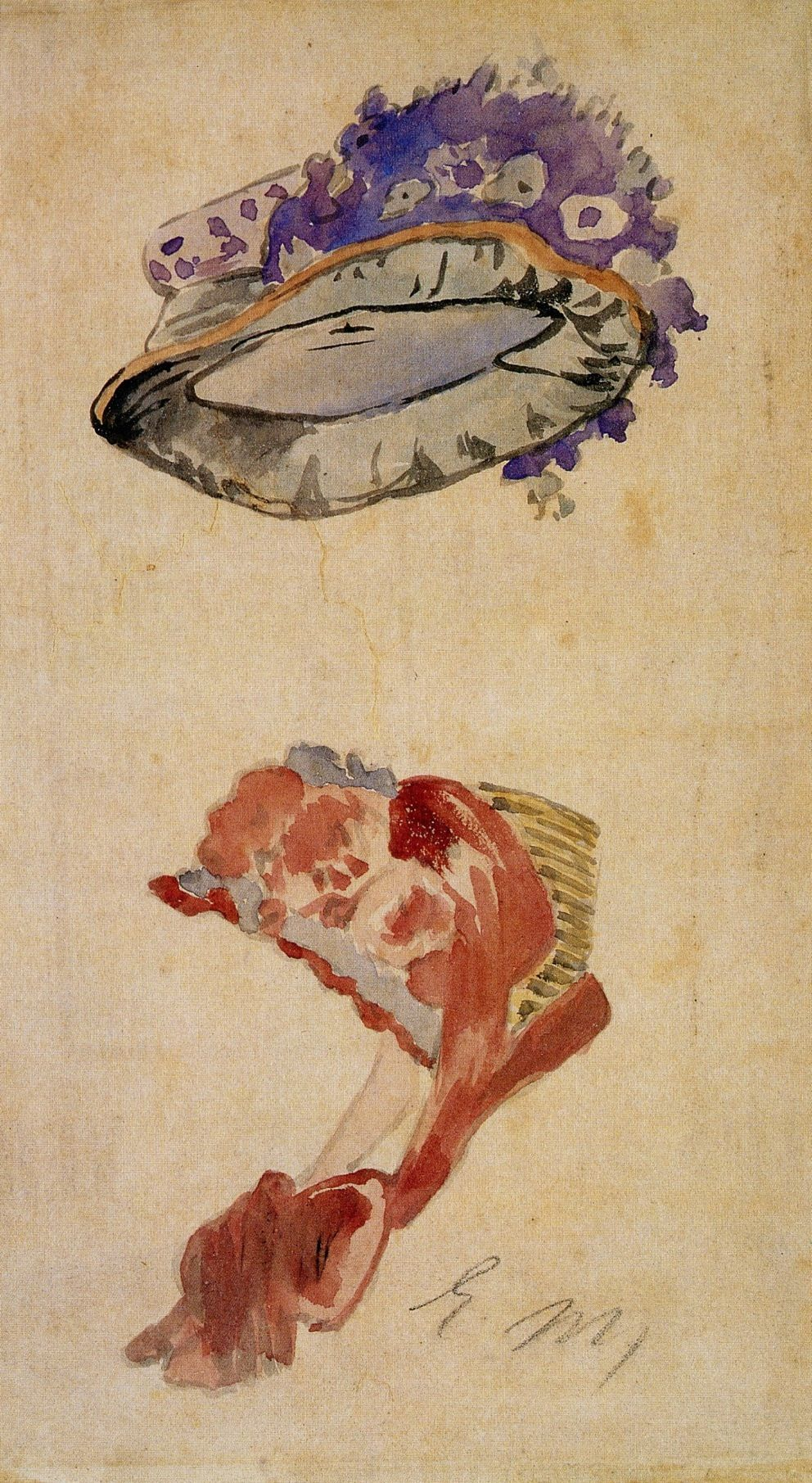
Deux Chapeux 1880
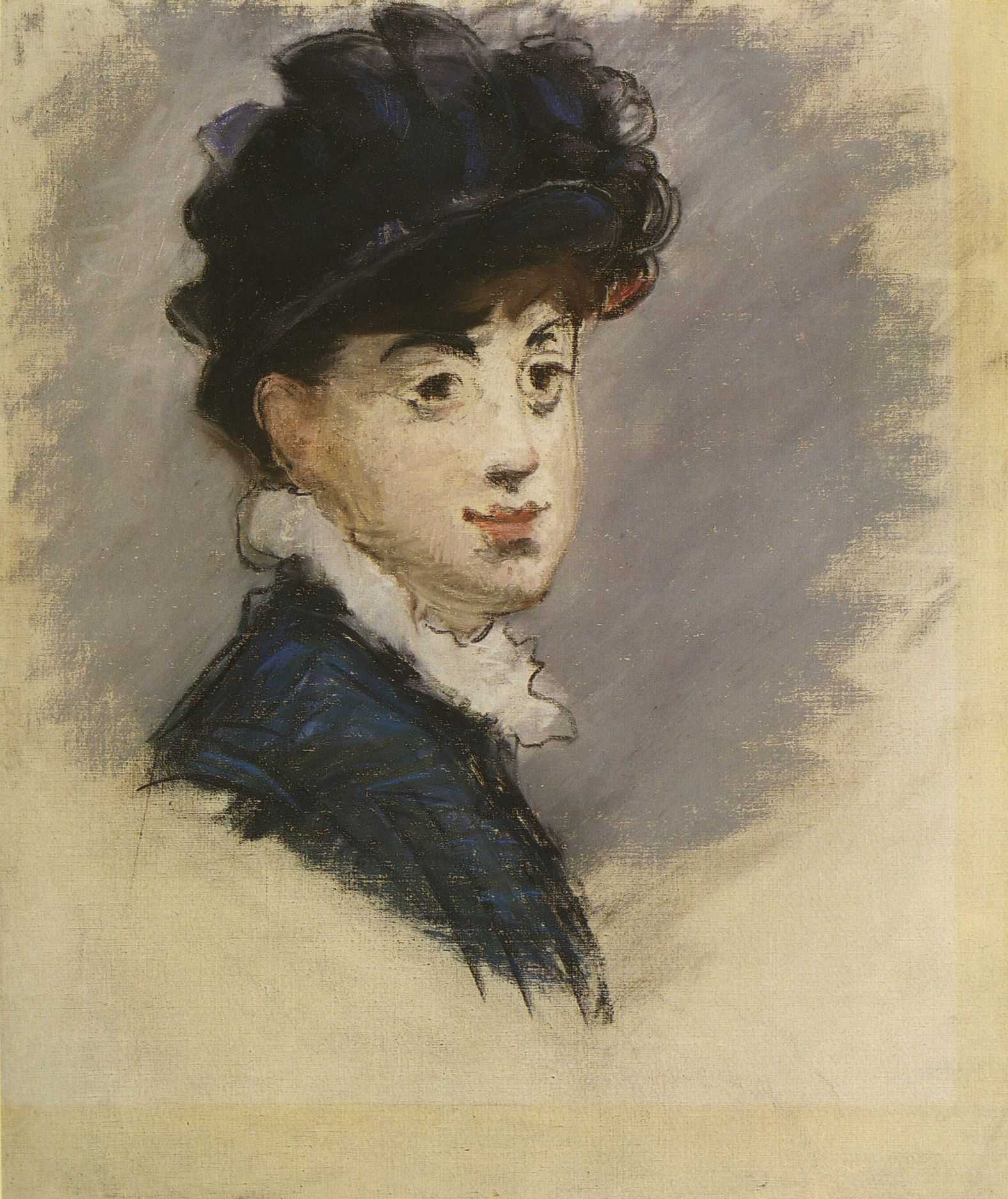
Frau mit schwarzem Hut 1882
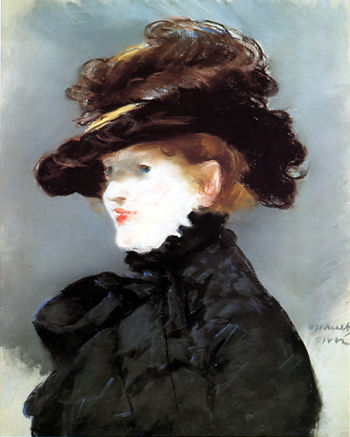
Mery Laurent mit schwarzem Hut 1882

## Provenienz
Das Gemälde befand sich beim Tode Manets 1883 in seinem Atelier. Bei der testamentarisch verfügten Auktion seines Nachlasses am 4. und 5. Februar 1884 im Pariser Auktionshaus Hôtel Drouot ersteigerte der Kunsthändler Paul Durand-Ruel für 440 Francs das Bild. Von ihm erwarb es der in Paris lebende Porzellanfabrikant George Haviland, der es später an den Dramatiker Henri Bernstein veräußerte. Die nächsten Besitzer des Bildes waren Annie Swan Coburn aus Chicago und danach der New Yorker Bankier André Meyer. Über den Kunsthändler Georges Wildenstein gelangte es um 1954 in die Sammlung des ebenfalls in New York lebenden Sammlers Henry Ittleson Jr. Im Mai 1956 bot die New Yorker Kunsthandlung M Knoedler & Co das Bild zum Kauf an und verkaufte es an den Unternehmer Henry T. Mudd (1913–1990) aus Los Angeles, der es seiner Frau Victoria Nebeker Coberly überließ. Nach ihrem Tod 1991 gaben die Erben das Bild zur Versteigerung in die New Yorker Filiale des Auktionshauses Christie’s, wo es am 12. Mai 1992 für 385.000 US-Dollar an den mexikanischen Unternehmer Carlos Slim Helú ging, der es dem von ihm gegründeten Museo Soumaya in Mexiko-Stadt übergab.